# Hyperion (mitologie)
Hyperion (limba greacă: Ὑπερίων, cel mai probabil din ὑπὲρ ἰών - cel ce se mișcă deasupra) este unul dintre cei șase titani, fiul lui Uranus și al Geei.

## Mitologie
Fiul lui Uranus și al Gaiei, acesta se căsători cu Theia, sau, în alte versiuni, cu Eurifassa sau Ethra. Este unul dintre titani, considerat tatăl tuturor aștrilor, dar uneori Hyperion era identificat cu soarele însuși. Cel mai adesea, era socotit tatăl lui Helios (Soarele) și a zeițelor Eos (Dimineața) și Selene (Luna).Un mit mai pragmatic, citat de Diodor din Sicilia, spune că Hyperion "a descoperit mișcarea soarelui, a lunii și a celorlalte astre", împărtășind aceste cunoștințe de observație obiectivă și celorlalți oameni. După Hesiod, Hyperion, divinitate simbolică, era fiul Cerului, tatăl Soarelui și al Lunii, un titan ucis din invidie de alți titani. După Homer, Hyperion este Soarele însuși.
Hyperion a fost unul dintre cei patru titani care îl ținu pe tatăl lor în timp ce Cronos îl castră. După războiul cu titanii, acesta a fost încuiat în Tartar alături de ceilalți titani.